# Томилов, Павел Егорович
Павел Егорович Томилов (1741, Нерчинск — неизвестно) — российский горный инженер, берг-инспектор Уральских заводов, обер-берггауптман 4 класса.

## Биография
Родился в 1741 году в Нерчинске в семье Егора Томилова, помощника лекаря Нерчинских заводов.
В 1753 году начал служить учеником маркшейдера на Нерчинских заводах. В 1776 году Томилов построил плотину и внедрил водяные колёса для нужд Дучарского завода. В 1777 году он стал членом Канцелярии Нерчинского горного начальства. В этом же году по инициативе Томилова весь Дучарский завод перешёл на водную тягу, а впоследствии — все горные заводы Даурии. В 1796 году Томилов был назначен советником горных дел при начальнике Нерчинской горной экспедиции.
В 1798 годы переехал на Урал, где был назначен командиром Юговских медеплавильных заводов. В период своего управления Томилов добился значительного увеличения производительности предприятий.
В 1799 году П. Е. Томилов получил чин берггауптмана и был назначен начальником Банковских Богословских заводов. В 1804 году обратился в Берг-коллегию с инициативой установки на Богословских рудниках паровых машин. Предложение нашло поддержку, но до реализации не дошло из-за отсутствия компетентных механиков.
В 1806 году был назначен первым берг-инспектором Уральских горных заводов во вновь созданном Пермском горном правлении.
По просьбе А. С. Ярцова, занимавшегося написанием «Российской горной истории», Томилов в течение 1807—1809 годов Томилов объехал частные и казённые горные заводы Пермской и Оренбургская губерний и опубликовал «Описания заводов хребта Уральского», ставшие первым систематизированным описанием Уральских горных заводов и ценным источником информации. Из 94 заводов и приисков Урала Томилов посетил 87 предприятий, 70 из которых к тому времени были заводскими посёлками. В том числе три посёлка (Невьянск, Екатеринбург, Берёзовский) имели население более 5 тыс. человек, 24 посёлка — от 2 до 5 тыс. человек, 18 посёлков — от 1 до 2 тыс. человек.